# Srebrny Ton
Srebrny Ton – pierwszy polski, powojenny radioodbiornik zbudowany z wykorzystaniem lamp elektronowych. Opracowała go grupa inżynierów pod kierownictwem inż. Tadeusza Kiesewettera. Produkowany był w 1946 i 1947 roku z pozostałych poniemieckich elementów w dawnych zakładach Nora, późniejszych ZR Diora. Przedsiębiorstwo w tamtym czasie nazywało się Państwowa Fabryka Odbiorników Radiowych. Części pozostawionych przez okupanta wystarczyło na ok. 350 sztuk. Odbiornik wyposażony był w 4 lampy – dwie RV12P2000, LV1 i EZ12. Obudowa pochodziła od odbiornika Nora Graz GW79, chassis najpewniej od innej Nory, a głośnik – Telefunkena. Jest to odbiornik dwuobwodowy, reakcyjny, trzyzakresowy.